# Irländsk engelska
Irländsk engelska (engelska Hiberno-English, Irish English eller Anglo-Irish) är den dialekt av engelska som talas i Irland. Engelska, såsom den talas i Irland, är en produkt av interaktionen mellan iriska och varianterna engelska och lågskotska som iriskan utsattes för under Storbritanniens kolonisering av Irland från medeltiden och framåt. Iriskans lingvistiska inflytande förekommer mest i Irlands gaeltachtaí.